# Yasuda Nagahide
Yasuda Nagahide est un nom japonais traditionnel ; le nom de famille (ou le nom d'école), Yasuda, précède donc le prénom (ou le nom d'artiste).
Yasuda Nagahide (安田長秀, 1517-8 mai 1582 ?) est un samouraï de l'époque Sengoku au service du clan Uesugi. Il est un des vingt-huit généraux des Uesugi.

## Source de la traduction
- (en) Cet article est partiellement ou en totalité issu de l’article de Wikipédia en anglais intitulé « Yasuda Nagahide » (voir la liste des auteurs).